# Dominique Rodgers-Cromartie
Dominique Reshard Rodgers-Cromartie (* 7. April 1986 in Bradenton, Florida), Spitzname „DRC“, ist ein US-amerikanischer American-Football-Spieler auf der Position des Cornerbacks. Er spielte zuletzt für die Washington Redskins in der National Football League (NFL).
College Football spielte Rodgers-Cromartie an der Tennessee State University.
Er ist ein Cousin von Antonio Cromartie (zuletzt Indianapolis Colts) und Marcus Cromartie (zuletzt Detroit Lions), die ebenfalls als Cornerbacks in der NFL spielten.

## Jugend
Rodgers-Cromartie wurde mit einer defekten Niere geboren, die ihm mit acht Jahren entfernt wurde. Seine Sportkarriere behinderte dies allerdings nicht. High-School-Football spielte Rodgers-Cromartie an der Lakewood Ranch High School als Defensive Back und Wide Receiver, zudem war er als Sprinter im Leichtathletikteam aktiv.

## College
Obwohl er im College nur in der Division I-AA spielte, überzeugte er sowohl im Senior Bowl als auch während der NFL Combine und wurde in der NFL Draft 2008 in der ersten Runde, als 16. Spieler insgesamt, von den Arizona Cardinals ausgewählt. Dort unterzeichnete er einen Fünfjahresvertrag mit einem Gesamtvolumen von 15,1 Millionen US-Dollar.

## NFL
Zunächst als Nickelback eingesetzt, avancierte er ab dem neunten Spieltag zu einem der beiden Stamm-Cornerbacks. Nachdem ihm im Spiel gegen die Seattle Seahawks in Woche elf seine ersten beiden Interceptions gelangen, erzielte er in Woche 14 gegen die St. Louis Rams einen spielentscheidenden Interception-Return-Touchdown. Dabei trug er den Ball über 99 Yards in die gegnerische Endzone.
In den Play-offs erzielte er zwei weitere Interceptions und erreichte mit den Cardinals den Super Bowl. Im Super Bowl XLIII verloren sie jedoch gegen die Pittsburgh Steelers.
In seiner zweiten Saison wurde er in den Pro Bowl gewählt, konnte am Spiel jedoch auf Grund einer Verletzung nicht teilnehmen.
Nach 11 Spielzeiten in der NFL erklärte er am 30. Oktober 2018 zunächst seinen Rücktritt, unterzeichnete jedoch fünf Monate später einen neuen Vertrag bei den Washington Redskins.